# Bojiště
Bojiště är en ort i Tjeckien.   Den ligger i regionen Vysočina, i den centrala delen av landet, 80 km sydost om huvudstaden Prag. Bojiště ligger 473 meter över havet och antalet invånare är 231.
Terrängen runt Bojiště är platt åt nordväst, men åt sydost är den kuperad. Runt Bojiště är det ganska tätbefolkat, med 83 invånare per kvadratkilometer. Närmaste större samhälle är Humpolec, 15,0 km söder om Bojiště. I omgivningarna runt Bojiště växer i huvudsak blandskog.